# Фоке, Вильгельм Ольберс
Ви́льгельм О́льберс Фо́ке (нем. Wilhelm Olbers Focke; 5 апреля 1834, Бремен — 29 сентября 1922, Бремен) — немецкий врач и ботаник. Правнук немецкого врача и астронома Вильгельма Ольберса (1758—1840).

## Биография
Получил медицинское образование в Бонне, Вюрцбурге и Вене. 
В 1858 году начал медицинскую практику в Обернейланде (ныне в составе Бремена), затем в разные годы работал в Бремене в городской больнице, как полицейский врач и как тюремный врач. С 1886 г. входил в городской совет общественного здоровья. 
Кроме многочисленных статей по ботанике в научных периодических изданиях, Фоке напечатал: «Synopsis ruborum Germaniae» (Бремен, 1877); «Die Pflanzenmischlinge» (Б., 1881). С 1868 года Фоке редактировал издаваемые Бременским естественно-историческим обществом «Abhandlungen».